# Les Mutants (film)
Pour plus de détails, voir Fiche technique et Distribution.
Les Mutants (Os Mutantes) est un film franco-portugais réalisé par Teresa Villaverde et sorti en 1998.

## Fiche technique
- Titre français : Les Mutants[1]
- Titre original : Os Mutantes
- Réalisation : Teresa Villaverde
- Scénario : Teresa Villaverde
- Photographie : Acácio de Almeida
- Décors : Sérgio Costa
- Costumes : Joana Villaverde
- Son : Vasco Pimentel et Joël Rangon
- Montage : Andrée Davanture
- Production : FMB Films - Instituto Português da Arte Cinematográfica e Audiovisual (IPACA) - JBA Production - La Sept Cinéma
- Pays de production :  Portugal -  France
- Durée : 113 minutes
- Dates de sortie : France - mai 1998 (Festival de Cannes) ; 28 avril 1999[2]

## Distribution
- Ana Moreira
- Alexandre Pinto
- Nelson Varela
- Rita Blanco
- Isabel Ruth

## Sélection
- Festival de Cannes 1998 (section Un certain regard)